# Anna Strasberg
Anna Mizrahi, conocida como Anna Strasberg, (Caracas, 16 de abril de 1939-Nueva York, 6 de enero de 2024) fue una actriz venezolanoestadounidense. Viuda del director de teatro Lee Strasberg, fue la principal heredera de Marilyn Monroe, aunque no la conoció personalmente.

## Biografía
Anna Mizrahi nació en Caracas en 1939. Como actriz en Israel, pronto se mudó a los Estados Unidos, donde se casó con el director de teatro Lee Strasberg en 1968. En los años siguientes, Anna dio a luz a dos hijos.
Cuando su marido murió de un infarto el 17 de febrero de 1982, Anna heredó toda su fortuna. Esto incluía la propiedad de la actriz Marilyn Monroe así como sus derechos de publicidad. La actriz también había dejado el 75 % de sus ingresos a Strasberg porque su segunda esposa, Paula Miller, había sido profesora de actuación de Monroe durante años y había desarrollado un fuerte vínculo con ella.
Esto dejó a Anna Strasberg, que nunca conoció a Monroe, en posesión de la mayor parte de su herencia y en 1990 demandó al Anne Fraud Center para obtener todos los bienes. Después de perder el caso, en 1999 contrató a la agencia CMG Worldwide para gestionar los derechos de licencia y durante los años siguientes impidió la subasta de las propiedades privadas de Monroe que eran propiedad de Odyssey Group, Inc. La empresa había recibido los artículos a través de Millington Conroy, quien los heredó tras la muerte de su tía, la asesora financiera de Monroe, Inez Melson.
A partir de 1999, Anna Strasberg firmó más de setecientos acuerdos de licencia y encargó a la casa de subastas británica Christie's subastar las posesiones de Monroe, incluido el vestido que usó durante su interpretación de Feliz cumpleaños, señor presidente. Además, su piano, que había recibido de su madre Gladys Pearl Baker, fue vendido a la cantante Mariah Carey. Se recaudó un total de 13.400.000 dólares, de los cuales Strasberg donó acciones a Literacy Partners, Hollygrove y World Wildlife Fund. En 2005, la casa de subastas Julien's organizó una subasta de artículos adicionales del patrimonio de Monroe.
En 2000, Anna fundó Marilyn Monroe LLC, que es 100 % de su propiedad. La empresa fue demandada en 2006 por los descendientes de los fotógrafos Milton H. Greene, Tom Kelley y Sam Shaw por la propiedad de los derechos de licencia de Monroe. Un año después, los tribunales de Nueva York y California dictaminaron que Monroe era neoyorquina antes de su muerte y, por lo tanto, no podía haber heredado sus derechos de licencia con su patrimonio. Fueron vendidos a Authentic Brands Group en 2011.
Anna Strasberg fue directora del Instituto de Cine y Teatro Lee Strasberg; y la madrina de la actriz Drew Barrymore.
A los 84 años, murió por causas naturales el 6 de enero de 2024, en la ciudad de Nueva York.

## Filmografía
- 1965, Extraña invasión
- 1967, La ragazza dalla calda pelle (Riot on Sunset Strip), regia di Arthur Dreifuss
- 1969, Winter of the Witch , película para televisión
- 1984, Qualcosa di biondo
- 1988, Mamma Lucia  miniserie para televisión